# Saint-Jacques-sur-Darnétal
Saint-Jacques-sur-Darnétal è un comune francese di 2 685 abitanti situato nel dipartimento della Senna Marittima nella regione della Normandia.

## Società

### Evoluzione demografica
Abitanti censiti